# Einsatz des Bundesheeres in Afghanistan
Der Einsatz des Bundesheeres in Afghanistan war unter einem Mandat der ISAF und auf Grundlage der Resolution VNSRR 1386 (2001) des UN-Sicherheitsrates vom 21. Dezember 2001, Teil des Afghanistan-Krieges (2001–2021). Der Militäreinsatz des Bundesheeres erfolgte im Wesentlichen 2002 und 2005. Die Nationale Führung der Kontingente erfolgte durch das Kommando Internationale Einsätze (KdoIE).
Zuletzt waren nur noch bis zu fünf Soldaten in Kabul zur Unterstützung der afghanischen Übergangsverwaltung und im Rahmen der NATO im Einsatz.

## AUCON/ISAF, Austrian Contingent/ISAF
Am 8. Januar 2002 beschloss die Bundesregierung Schüssel I die Teilnahme von maximal 75 österreichischen Soldaten am ISAF-Einsatz in Afghanistan mit dem Auftrag der Unterstützung der Logistik der deutschen Bundeswehr in Kabul. Bereits Ende Dezember 2001 erkundete ein Vorausteam die Lage und ab 26. Januar 2002 trainierten rund 60 Soldaten im VN Ausbildungszentrum der Bundeswehr in Hammelburg zusammen mit 250 deutschen Soldaten des Fallschirmjägerbataillons 313 aus Seedorf für den Einsatz.

### 1. Kontingent 2002
Den Transport der 50 österreichischen Soldaten des 1. Kontingents (AUCON) zusammen mit 40 Soldaten der Bundeswehr erfolgte am 1. Februar 2002 vom Flughafen Köln/Wahn aus mit einem niederländischen Langstreckenflugzeug vom Typ McDonnell Douglas DC-10 in die Türkei und anschließend mit einer Hercules C-130 zum Flughafen Kabul. Den Transport der Ausrüstung einschließlich der Mannschaftstransportpanzer vom Typ Pandur war bereits am 31. Januar 2002 mit einer Antonow An-124 über Baku nach Kabul abgeschlossen.
Die Führung des AUCON/ISAF-Kontingents oblag immer einem Generalstabsoffizier und unterstand von 1. Februar bis zum 28. April 2002 Oberstleutnant Roman Horak und anschließend Oberstleutnant Philipp Eder. Das Kontingent bestand aus rund 70 Soldaten des Jagdkommando und des Jägerbataillon 25, darunter 10 Milizionäre im Offiziers- und Unteroffiziersrang und war im Verband mit deutschen, dänischen und niederländischen Soldaten im Camp Warehouse stationiert.

### 2. Kontingent 2002
Am 22. Juli 2002 wurde mit einer deutschen Transall C-160 vom Strategischen Lufttransportstützpunkt Termez in Usbekistan die ersten 10 Soldaten des 2. Kontingents der AUCON/ISAF nach Kabul geflogen und der Kabul Multinational Brigade (KMNB) zugeteilt mit Stationierung im Camp Warehouse. Als neuer Kontingentskommandant wurde am 23. Juli 2002 der Oberstleutnant des Generalstabsdienstes Thomas Heinold ernannt.
Am 11. Dezember 2002 wurde der Einsatz beendet und das zweite Kontingent aus Afghanistan mit einem deutschen Airbus nach Wien ausgeflogen. Fünf Mann verblieben auf Beschluss der Bundesregierung vom 15. Oktober 2002 noch bis zum 7. August 2003 in Stabsfunktionen in Afghanistan mit dem Auftrag, die afghanische Interimsbehörde bei der Aufrechterhaltung der Sicherheit in Kabul und Umgebung zu unterstützen.
Am 3. Juni 2003 wurde der Auftrag durch die Bundesregierung erneut verlängert und sah wieder die Entsendung eines österreichischen Kontingentes von bis zu fünf Soldaten bis zum 31. Dezember 2003 vor. Die fünf Soldaten verblieben allerdings nur noch bis zum 7. August 2003, da der Einsatz in Kabul der NATO übertragen wurde.

### 3. Kontingent 2005
Mit der Resolution 1510 (2003) vom 13. Oktober 2003 hat der Sicherheitsrat der Vereinten Nationen die Ausweitung des Mandats der ISAF über den Raum Kabul hinaus auf ganz Afghanistan genehmigt und stand im Zeichen der für 18. September 2005 geplanten Parlaments- und Provinzwahlen in Afghanistan und der nötigen Verstärkung der ISAF.
Für den Zeitraum vom Juli bis zum Oktober 2005 wurden bis zu 100 Soldaten des dritten Kontingents (AUCON3) unter Kontingentskommandant Oberstleutnant Eisner zur Unterstützung der am 18. September 2005 erfolgten Parlaments- und Provinzwahlen nach Kundus in Afghanistan verlegt.

## AUSTAFF/ISAF, Austrian Staff/ISAF
Im November 2010 waren nur noch 4 Soldaten der AUSTAFF/ISAF (Austrian Staff/ISAF) in Kabul zur Unterstützung der afghanischen Übergangsverwaltung und im Rahmen der NATO im Einsatz. Ende 2014 war es nur noch einer.

## EUPOL Afghanistan
Österreich beteiligte sich von 13. Oktober 2010 bis 31. Dezember 2016 mit bis zu fünf Polizisten an der EU-Polizeimission in Afghanistan, zur Unterstützung des Aufbaues der afghanischen Polizei und Unterstützung der afghanischen Regierung bei der Weiterentwicklung und Umsetzung einer umfassenden Polizeireform.